# Mike Sherrard
Michael Watson Sherrard (Oakland, 21 giugno 1963) è un ex giocatore di football americano statunitense che ha militato nel ruolo di wide receiver nella National Football League (NFL).

## Carriera

### Dallas Cowboys
Sherrard fu scelto dai Dallas Cowboys nel corso del primo giro (diciottesimo assoluto) nel Draft NFL 1986. Fu solamente il secondo ricevitore selezionato nel primo giro della storia della franchigia dopo Dennis Homan nel 1968.
Sherrard iniziò quella che sembrò essere una carriera nella NFL molto promettente, partendo come titolare per la prima volta nella settimana 13 contro i Seattle Seahawks. Disputò tutte le 16 partite (4 come titolare), facendo registrare 41 ricezioni per 744 yard a una media di 18,2 yard a ricezione (leader della squadra), segnando 5 touchdown su ricezione (primo della squadra). All'epoca fu terzo in ricezioni, terzo in yard ricevute e secondo in touchdown su ricezione per un rookie nella storia dei Cowboys.
Nel 1987 iniziò il training camp come primo ricevitore nelle gerarchie della squadra ma perse tutta la stagione quando il 5 agosto si fratturò due ossa in allenamento (la tibia e il perone) della gamba destra. In seguito perse anche la stagione 1988 quando si ruppe nuovamente la tibia della gamba destra facendo jogging nella spiaggia di Santa Monica come parte del processo di riabilitazione in marzo.

### San Francisco 49ers
Nel 1989 Sherrard firmò come free agent con i San Francisco 49ers, venendo inserito nella lista dei giocatori impossibilitati a scendere in campo durante tutta la stagione regolare, dandogli tempo di curarsi in vista dei playoff, in cui ricevette 3 passaggi per 40 yard per la squadra che andò a vincere il Super Bowl XXIV.
Nel 1990 ebbe una solida partenza ma si ruppe il perone destro nella vittoria per 20-17 sui Cleveland Browns nel settimo turno, venendo inserito in lista infortunati il 29 ottobre. Concluse con 17 ricezioni per 264 yard e 2 marcature. La stagione successiva disputò tutte le 16 partite, terminando con 24 ricezioni per 296 e 2 touchdown.
Nel 1992 disputò tutte le 16 partite (8 come titolare), con 38 ricezioni per 607 yard, incluse 6 ricezioni per 159 yard nella gara contro i Buffalo Bills.

### New York Giants
Il 7 aprile 1993 Sherrard firmò come free agent con i New York Giants. Ebbe un'ottima partenza, ricevendo 24 passaggi per 433 yard e 2 touchdown nelle prime sei gare, ma perse il resto della stagione dopo essersi slogato un'anca contro i Philadelphia Eagles. Ebbe anche delle complicazioni quando gli fu diagnosticato un coagulo di sangue nella stessa anca.
La sua miglior stagione professionistica fu nel 1994, quando stabilì i primati personali per gare da titolare (14), ricezioni (53), yard ricevute (825) e touchdown (6). L'anno successivo, anche se saltò la maggior parte della pre-stagione per un infortunio a un tendine, disputò 13 partite, tutte come titolare, con 44 ricezioni per 577 yard  e 4 marcature.

### Denver Broncos
Il 5 maggio 1996 Shard firmò come free agent con i Denver Broncos, dove disputò una sola stagione come riserva, prima di annunciare il ritiro il 6 agosto 1997. In carriera perseverò oltre i molteplici infortuni, chiudendo con 11 stagioni nella NFL, facendo registrare 257 ricezioni per 3.931 yard e 22 touchdown.

## Palmarès
- Super Bowl : 1

San Francisco 49ers: XXIV
- National Football Conference Championship: 1

San Francisco 49ers: 1989